# Ubavića Brdo
Ubavića Brdo (cyr. Убавића Брдо) – wieś w Bośni i Hercegowinie, w Republice Serbskiej, w gminie Mrkonjić Grad. W 2013 roku liczyła 81 mieszkańców.